# Polot 1
Polot 1 – radziecki satelita technologiczny programu Polot, prototyp orbitalnej broni antysatelitarnej. Zadaniem prototypu było sprawdzenie systemów kontroli położenia i napędu.
Silniczki manewrowe satelity (sześć o ciągu 400 kG, szesnaście o ciągu 1 kG) były włączane 350 razy, a silnik główny 300 razy. Przeprowadził zmiany wysokości orbit perygeum z 339 na 1420 km, apogeum z 592 na 1437 km, dokonano również zmiany kąta nachylenia orbity.